# Max Schad

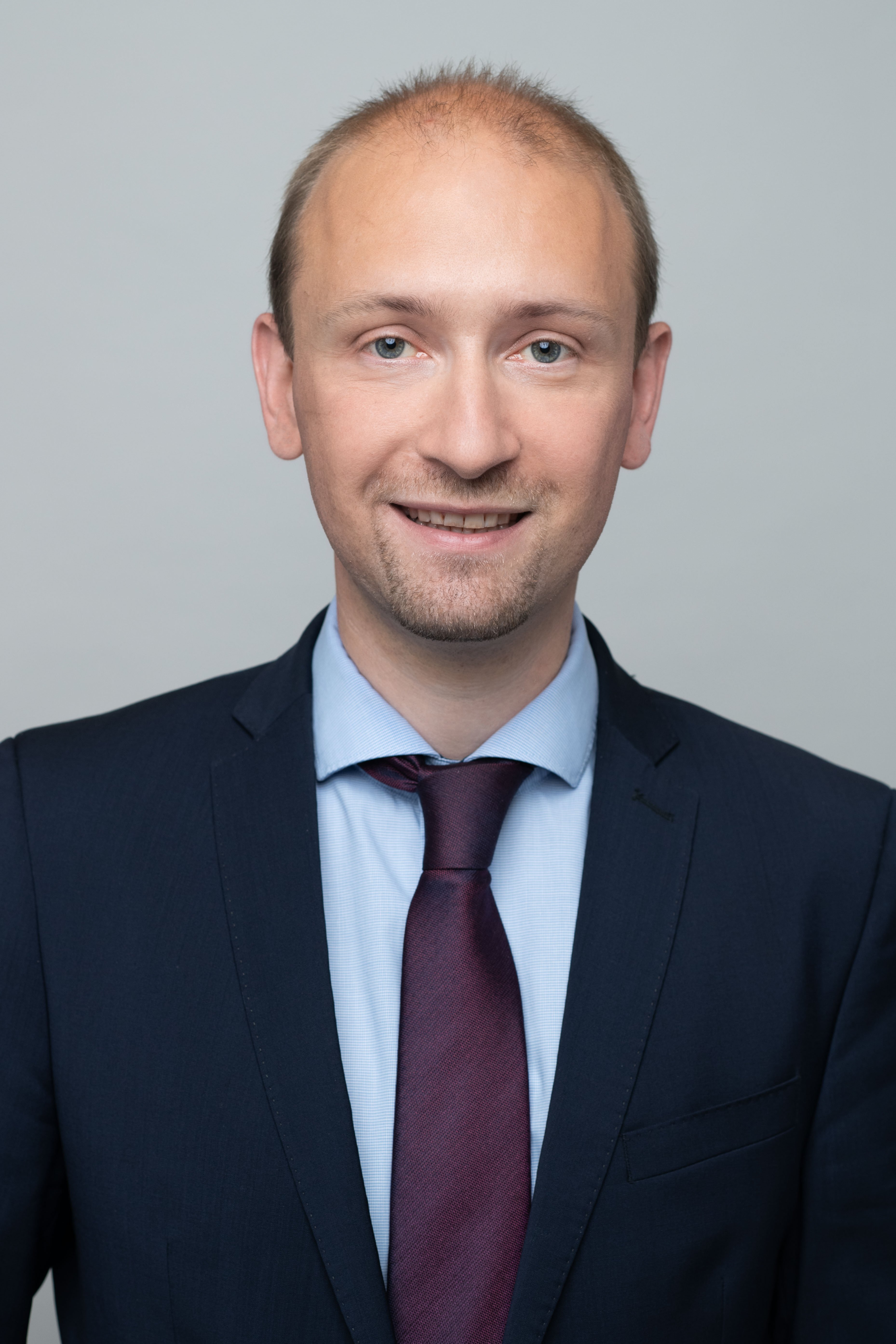
Max Schad, 2021

Max Schad (* 3. Mai 1983 in Offenbach am Main) ist ein deutscher Politiker (CDU). Er ist seit 2019 Mitglied des Hessischen Landtages.

## Leben
Max Schad legte 2003 sein Abitur an der Kopernikusschule in Freigericht ab. Von 2003 bis zum Semester 2008/2009 studierte er Politikwissenschaften, Öffentliches Recht und Soziologe an der Justus-Liebig-Universität Gießen und an der University of Leicester.
Nach seinem Magisterabschluss arbeitete Schad von 2009 bis 2018 als Büroleiter/wissenschaftlicher Mitarbeiter im Deutschen Bundestag. Sein thematischer Schwerpunkt in den letzten Jahren lag hauptsächlich auf der Gesundheits- und der Sozialpolitik.
Schad ist verheiratet und wohnt gemeinsam mit seiner Frau in Großkrotzenburg. Dort ist er aktiver Sänger im örtlichen Kirchenchor.

## Politik
Seit 2005 ist er Mitglied der CDU und der Jungen Union. Dem Bundesvorstand der Jungen Union gehörte Schad von 2012 bis 2018 an und war dort unter anderem für die Themen Pflege und Gesundheit zuständig. In Großkrotzenburg leitet er seit 2016 als Vorsitzender die CDU-Fraktion. Zuvor war er mehrere Jahre CDU-Fraktionsvorsitzender in Erlensee. Mitglied des Kreistages im Main-Kinzig-Kreis ist Max Schad seit 2014. Dort ist er u. a. Mitglied im Ausschuss Soziales, Familien, Senioren und Demografie, im Jugendhilfeausschuss, im Verwaltungsrat des Kommunales Centers für Arbeit des Main-Kinzig-Kreises sowie im Denkmalbeirat.
Bei der Landtagswahl 2018 kandidierte er als Direktkandidat der CDU im Wahlkreis Main-Kinzig I. Schad zog als direkt gewählter Abgeordneter in den Hessischen Landtag ein. Bei der Landtagswahl 2023 verteidigte er sein Direktmandat und zog erneut in den Landtag ein.